# 러시아의 고령화

2020년부터 2100년까지 러시아의 인구 피라미드 예측치

러시아의 인구 위기는 인구변천으로 인해 발생하는 러시아 인구의 고령화 및 인구감소 현상이다. 대부분의 선진국과 중진국이 인구 변천을 겪지만, 러시아는 높은 사망률과 비교적 낮은 기대 수명을 가지고 있다는 점에서 차이가 있다.
1992년부터 2008년까지, 그리고 2020년 이후 다시 러시아는 순인구 감소를 경험했다. 자연 증감률 감소가 더 이상 순이동 증가로 상쇄되지 않고 있기 때문이다. 러시아의 인구 감소는 앞으로도 계속될 가능성이 있으며, 유엔은 러시아의 인구가 2022년 1억 4,600만 명에서 2050년까지 1억 3,580만 명으로 줄어들 것으로 예측한다.
인구 위기로 인해 러시아의 평균 연령은 1990년 32.2세에서 2025년 40.3세로 크게 증가했으며, 이는 러시아의 고령화 현상이다. 고령층(65세 이상)의 수도 증가하여 1990년 10%에서 2023년 16.6%로 늘어났다.

## 역사

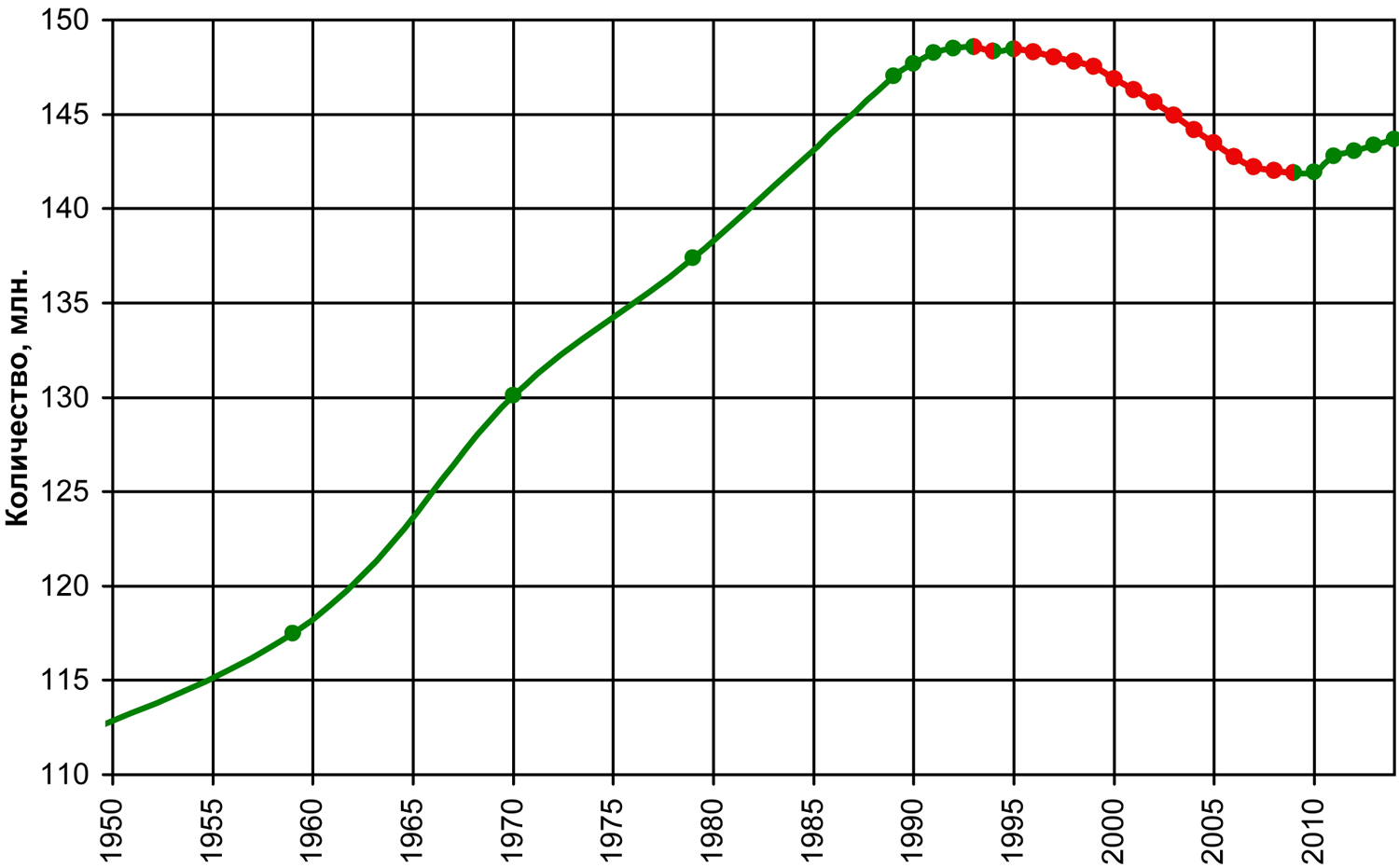
1950년부터 2010년까지 러시아의 총인구

### 경제 분야에서
인구 위기는 인구 연령 구조 변화의 두 번째 단계(젊은 층과 노년층의 비율이 비교적 적을 때 평균 노동 연령 세대의 비율이 최대치)에서는 긍정적인 경제적 효과를 나타내고, 세 번째 단계(젊은 층과 중간 세대의 비율이 비교적 적을 때 노년층의 비율이 최대치)에서는 부정적인 경제적 효과를 나타낸다. 2025년까지 러시아는 노동력 부족을 겪을 것이다.
합계출산율이 감소하면서 노동 인구의 부담은 증가하는데, 이는 각 노동자가 더 많은 은퇴자를 부양해야 하기 때문이다.

### 인구의 고령화
제1차 세계 대전 이전, 러시아 제국은 미국 다음으로 세계 강대국들 중 가장 빠른 인구 증가를 보였다. 제1차 세계 대전, 러시아 내전, 그리고 수많은 기근으로 인한 전간기의 인구 손실에도 불구하고, 1920년에서 1940년 사이에 소련의 러시아 소비에트 연방 사회주의 공화국은 연평균 1.11%의 성장을 기록하며 1억 명을 넘어섰다.
제2차 세계 대전 중 동부 전선 (제2차 세계 대전)은 전쟁에서 가장 많은 희생자를 낳은 전장 중 하나였으며, 제2차 세계 대전 기간의 인명 손실 7천만~8천5백만 명 중 4천만 명에 달하는 사망자가 발생했다. 특히 소련은 인구 피해가 극심했으며, 러시아만 해도 무려 1천3백만 명이 목숨을 잃었다. 젊은 남성들이 전쟁 손실의 대부분을 차지했기 때문에, 전쟁은 러시아에 여성에 비해 남성이 엄청나게 부족한 상태를 남겼다. 심지어 1959년에도 남성은 전체 인구의 45% 미만을 차지했다.

1946년부터 2023년까지 러시아 인구의 연령 구조

전후 비교적 안정적인 출산율에도 불구하고 1960년대 이후 러시아는 인구 고령화를 겪기 시작했으며, 60세 이상 인구의 비율은 1959년에서 1990년 사이에 두 배로 증가했다.
고령화에도 불구하고 러시아의 인구는 비교적 젊었고 출산 가능한 연령의 여성이 많아 출산율 감소를 상쇄하고 인구 증가를 지속할 수 있었다. 1951년부터 1990년까지 인구는 45,760,000명 증가했다.

그러나 1990년대 초부터 인구의 고령화된 구조는 결국 인구 증가가 아닌 인구 감소를 촉진하는 방식으로 변화했으며, 소련의 붕괴 이후 출산율 급락이 이를 더욱 심화시켰다. 이는 러시아에만 국한된 현상이 아니며, 많은 선진국과 점점 더 많은 개발도상국에서도 이러한 문제가 발생하고 있다.

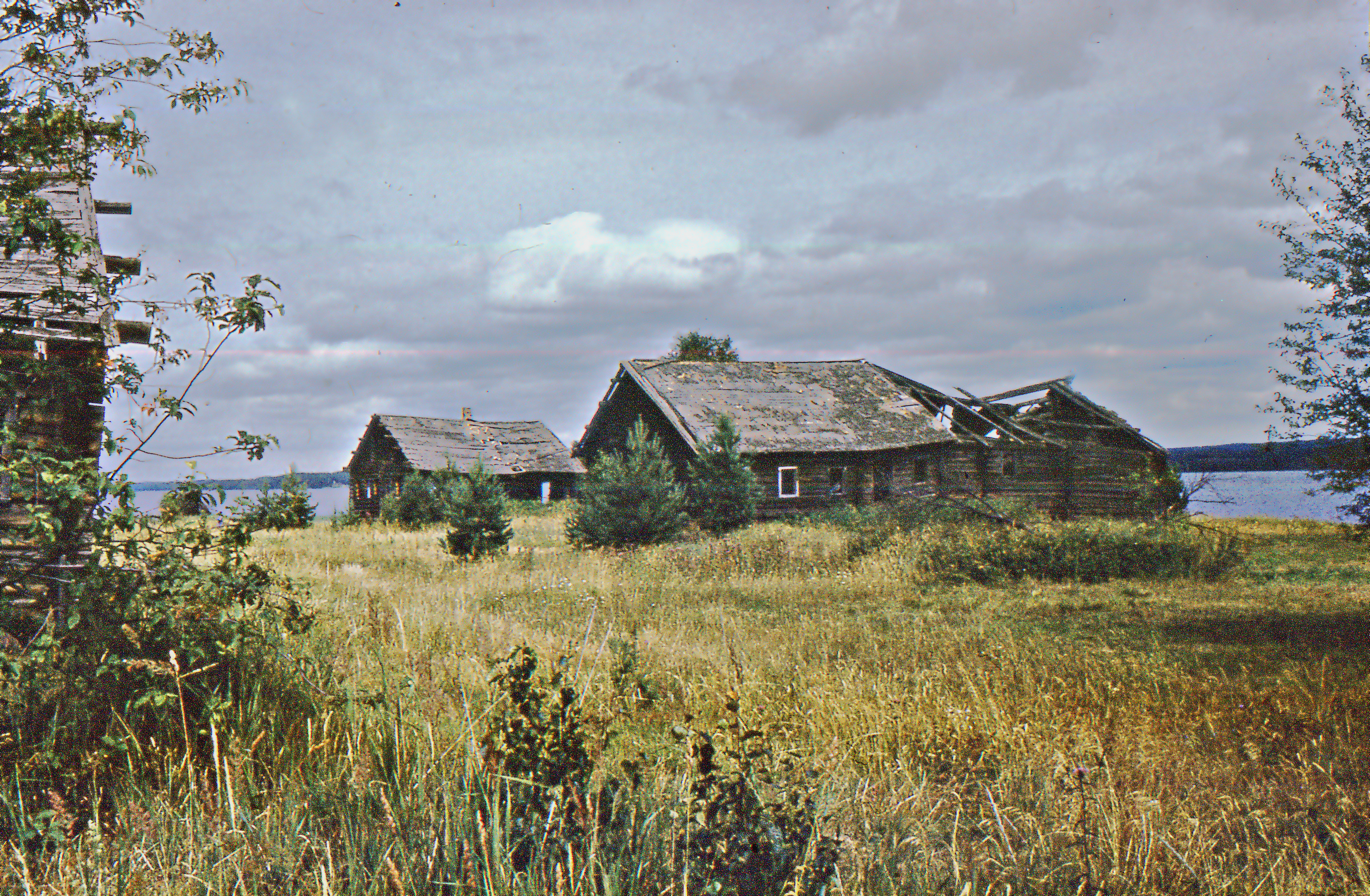
러시아 전역에 수천 개의 버려진 마을이 흩어져 있다.

현재 러시아 인구에서 65세 이상 인구의 비중은 13%이다. 2000년대 초 러시아 과학 아카데미의 예측에 따르면, 2016년에는 60세 이상 노인이 러시아 인구의 20%를 차지하고, 15세 이하 어린이는 17%에 불과할 것이라고 했다. 그러나 러시아는 다른 나라와 달리 고령층의 높은 사망률로 인해 고령화가 제한되고 있다.

### 2015년–현재 인구 동향

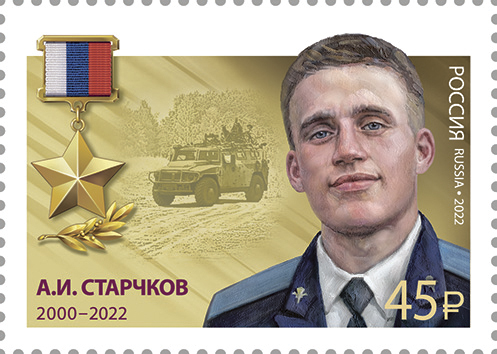
우크라이나 전쟁에서 사망한 러시아 병사들은 러시아의 인구 위기를 더욱 악화시켰다.

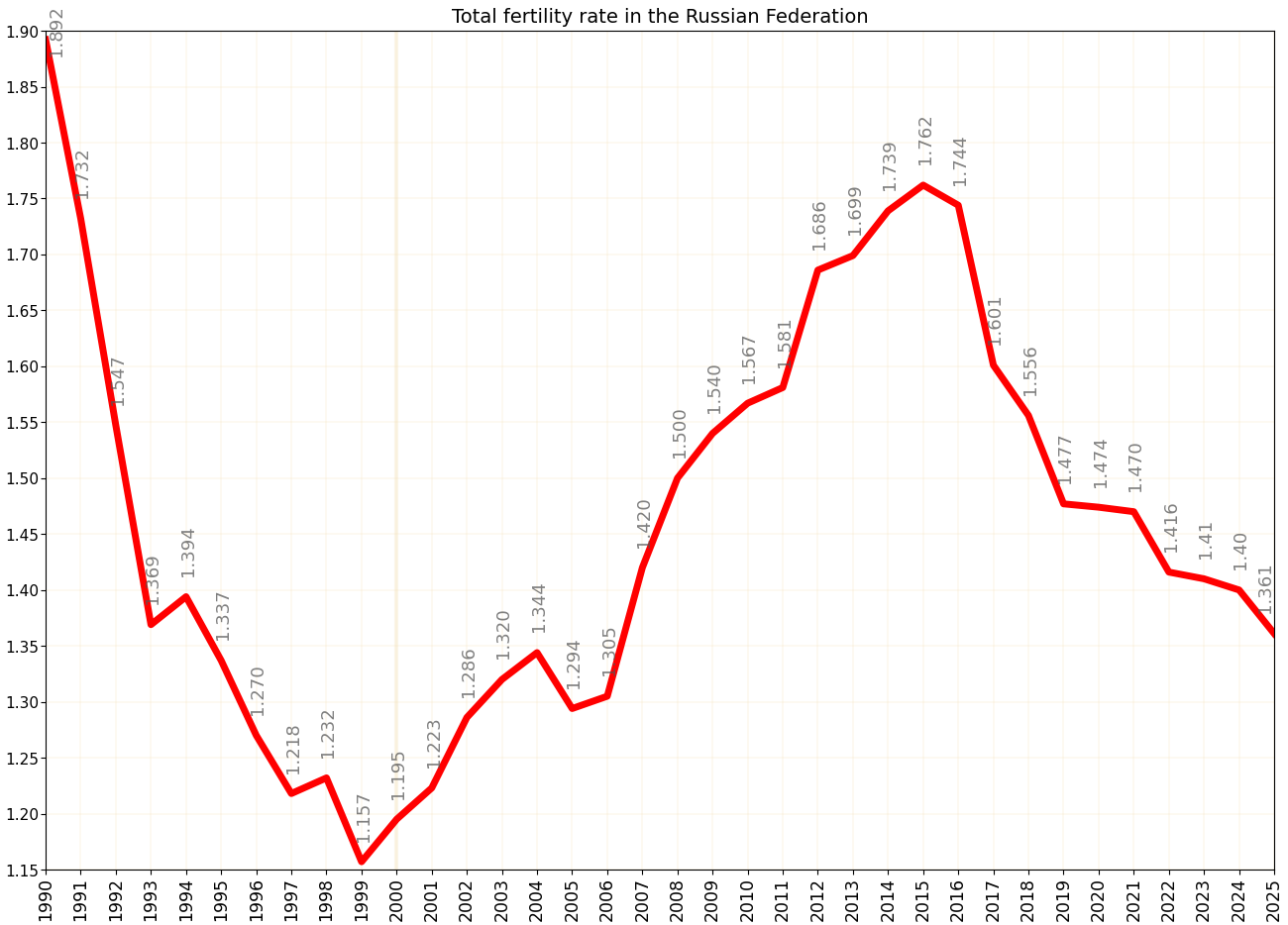
1990년–2024년 러시아의 합계출산율

2020년에는 50만 명 이상의 사망자가 코로나19 범유행에 기인하여, 발병 이후 총 사망자 수는 약 70만 명에 달했다. 2021년에는 사망률에 미치는 영향이 적을 것으로 예상되었지만, 사망률은 여전히 출생률을 넘어섰다. 블라디미르 푸틴 대통령의 침체 극복 계획은 하향 추세에 대응하여 2017년에 발표되었다. 그러나 이 계획은 인구 위기를 부분적으로만 해결하는 데 도움이 되었으며, 회복 조짐에도 불구하고 팬데믹으로 인해 방해를 받았다.
자연 증감률은 2020년 10월부터 2021년 9월까지 99만 7천 명 감소했다 (이 기간 동안 출생자 수와 사망자 수의 차이). 2020년 1월, 2021년 1월, 2022년 1월의 자연 사망률은 각각 자연 출생률의 거의 두 배에 달했다.
2022년 러시아의 우크라이나 침공 이후 러시아의 인구 위기는 심화되었다. 서방의 대규모 제재와 불매 운동으로 인한 두뇌 유출과 인적 자본 유출이 다시 시작된 가운데, 러시아가 막대한 군사적 사상자를 겪고 있기 때문이다. 많은 논평가들은 상황이 1990년대보다 더 나빠질 것이라고 예측한다.
2023년 3월, 디 이코노미스트는 "지난 3년 동안 러시아는 [우크라이나] 전쟁, 질병, 그리고 인구 유출로 인해 평상시보다 약 200만 명의 인구를 더 잃었다"고 보도했다.
러시아 경제학자 알렉산드르 이사코프에 따르면 "러시아의 인구는 감소하고 있으며 전쟁은 이를 더욱 감소시킬 것이다. 이유는? 이민, 낮은 출산율, 그리고 전쟁 관련 사상자"라고 했다. 러시아 언론인 안드레이 콜레스니코프는 "우리는 러시아가 여러 번 직면했던 현상, 즉 인적 자원을 고갈시키는 전쟁과 탄압의 연속적인 파도를 보고 있다"고 언급했다.
유엔은 2021년에 시작된 감소가 계속될 것이며, 현재의 인구 조건이 지속된다면 러시아 인구는 50년 안에 1억 2천만 명으로, 약 17% 감소할 것이라고 예측한다.
2024년 1월, 러시아 통계청 로스스태트는 최악의 시나리오에서 러시아 인구가 2046년까지 1억 3천만 명으로 감소할 수 있다고 예측했다. 유엔의 2024년 시나리오에서는 2100년 러시아 인구가 7,400만 명에서 1억 1,200만 명 사이가 될 것으로 예측하며, 이는 25%에서 50%의 감소를 의미한다.

## 반응
많은 러시아 정치인들은 출산율 감소로 인해 1940년대부터 1990년대까지 존재했던 러시아의 자녀 없는 세금을 부활시켜야 한다고 주장했다.
2022년 8월, 러시아는 열 자녀를 둔 여성에게 수여하는 소련 시대의 모성영웅 훈장을 부활시켰다.
2024년 11월, 러시아 대통령 블라디미르 푸틴은 출산율을 높이기 위해 '자녀 없는 선전'을 금지하는 법안에 서명했다. 같은 해, 국가 발전 목표에 대한 대통령령에서 푸틴은 2030년까지 78세였던 이전 목표에서 2036년까지 81세의 기대 수명 목표를 설정했다.

## 같이 보기
- 러시아 십자가
- 러시아의 인구
- 두뇌 유출
- 수태의 날
- 인구감소
- 무망한 마을

## 문헌
- Демографический ежегодник России — 2008 보관됨 2016-03-05 - 웨이백 머신
- Демографический ежегодник России — 2010
- 예르마코프 S. P., 자하로바 O. D. 러시아의 21세기 전반기 인구 발전. — М.: 이스피 란, 2000.
- 안토노프 A. I., 메드코프 V. M., 아르한겔스키 V. N. 러시아의 21세기 인구 과정. — М.: «그라알», 2002.
- 지버트 슈., 자하로프 S., 클링홀츠 R. 사라지는 세계 강대국 보관됨 2019-11-27 - 웨이백 머신 베를린: 베를린 인구 및 개발 연구소, 2011. ISBN 978-3-9812473-8-1
- 에베르슈타트 N. 평화 시기 러시아의 인구 위기.
- 안토노프 A. I. 러시아 가족의 제도적 위기와 극복 가능성 (1부) 보관됨 2020-06-14 - 웨이백 머신 // 데모그라피아.루, 2011년 3월 27일.
- 보리소프 V. 현대 러시아의 인구 상황. 인구 연구. 2006. 1호.
- 자루닌 V. I., 칼리니나 T. A. 사회 현상으로서의 인구 위기 및 현대 러시아에서의 특징 // 극동 국립 기술 대학 논문, 132호, 2002. pp. 171–174.
- 레비나 E. I. 현대 러시아 인구 상황에서 가족 제도 // 탐보프 대학보. 인문학 시리즈, 12호, 2008. pp. 483–488.
- 루츠카야 E. E. 사회 인구 발전의 문제점 // 사회 및 인문 과학. 국내외 문학. 시리즈 2: 경제학. 초록 저널, 4호, 2001. pp. 104–108.
- 술락신 S. S. 러시아 인구 위기의 상관 요인 분석 // 권력, 1호, 2007. pp. 16–28.
- 트카첸코 N. N. 국가 안보 맥락에서 러시아의 인구 정책 // 법철학, 3호, 2009. pp. 116–119.
- 니콜라스 에베르슈타트. 러시아의 평화 시기 인구 위기: 차원, 원인, 함의
- 블라디미르 M. 쉬콜니코프, G. A. 코르니아. 이행기 러시아의 인구 위기 및 사망률 증가. — In.: 이행 경제의 사망률 위기. — 옥스퍼드: 옥스퍼드 대학 출판부, 2000: p. 253—279.
- A. G. 비쉬네프스키, V. M. 쉬콜니코프. 러시아의 사망률. 주요 위험 집단 및 행동 우선순위. — М.: 카네기 모스크바 센터, 과학 보고서, 19호, 1997
- 벨로보로도프 I. I. 인구 위기 상황에서 러시아의 가족-인구 정책 형성을 위한 사회 기술 // 사회학 박사 학위 논문 / 러시아 국립 사회 대학. 모스크바, 2008.
- 모이세예프 M. 인구 위기: 국가와 교회가 보는 해법 // 러시아 정교회 모스크바 총대주교청 공식 웹사이트, 2006년 5월 16일.
- 랴잔체프 S. V. 러시아 여성의 이민 보관됨 2020-06-14 - 웨이백 머신. 세계 공공 포럼 «문명 간 대화» 원탁 회의 «가족과 문명의 미래» (2010년 10월 7일-11일, 그리스) 보고서.
- 러시아 인구 독트린: 토론을 위한 프로젝트 (개발 책임자 — 유. V. 크루프노프) // 세계 개발 연구소, 모스크바, 2005.